# 通過
| ウィキペディアには「通過」という見出しの百科事典記事はありません（タイトルに「通過」を含むページの一覧/「通過」で始まるページの一覧）。 代わりにウィクショナリーのページ「通過」が役に立つかもしれません。 |